# Willa generalska w Częstochowie
Willa generalska – zabytkowa, modernistyczna willa w Częstochowie, w al. Wolności, zbudowana w początkach XX wieku.

## Historia
Willa została wzniesiona na początku XX wieku, podobnie jak Dom Księcia, na terenach należących do wielkiego księcia Michała Romanowa. Po odzyskaniu niepodległości budynek przejęło państwo polskie. W 1935 roku w willi zamieszkał gen. Janusz Gąsiorowski, dowódca 7. Dywizji Piechoty, od niego budynek nazywany jest willą generalską. Po II wojnie światowej budowla przeszła na własność państwa, zamieszkał w niej płk Józef Myczko, dowódca 6. Warszawskiego Pułku Zmechanizowanego, a w połowie lat 60. Stanisław Banaszak, szef powiatowego sztabu wojskowego. W 1977 roku ulokowano w willi jeden z wydziałów Urzędu Miasta. W 2003 miasto przejęło budynek od prywatnych właścicieli. W 2010 roku rozpoczął się remont budynku i ogrodzenia.
Obecnie budynek należy do Muzeum Częstochowskiego i stanowi siedzibę dla Centrum Promocji Młodych, Ośrodka Dokumentacji Dziejów Częstochowy oraz wydziału archeologii Muzeum.